# Phobetes taihorinensis
Phobetes taihorinensis là một loài tò vò trong họ Ichneumonidae.